# アヴェンジャー (フリゲート)
アヴェンジャー (HMS Avenger, F185) は、イギリス海軍の21型フリゲート。フォークランド戦争に参加した。

## 艦歴

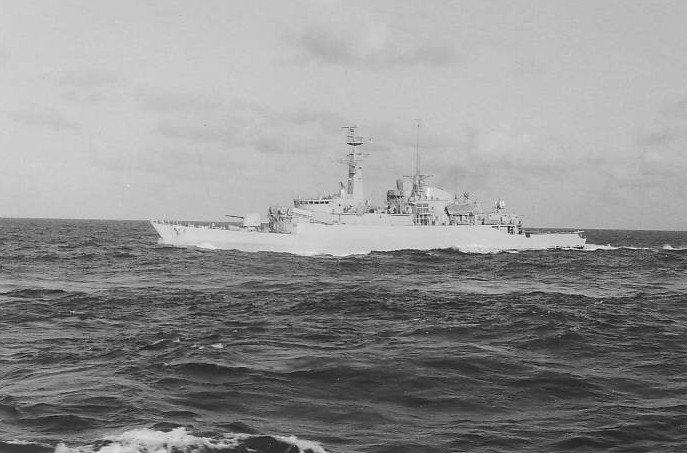
フォークランドに向かうアヴェンジャー

1982年、5月30日にフォークランド諸島のアルゼンチン軍陣地への砲撃任務と特殊部隊上陸の支援のために42型駆逐艦「エグゼター」と共に主力艦隊から離れて航行していた際、アルゼンチン海軍航空隊のシュペルエタンダール攻撃機による空対艦ミサイル・エグゾセとA-4スカイホーク攻撃機による爆撃を受けるも防空に成功した。
この際、アヴェンジャーの主砲によるエグゾセミサイルの撃墜に成功したとイギリス側は発表しているが直前に発射していたチャフによる誤作動説などもあり、実際に撃墜できたかは不明である。
1982年、6月8日の空襲で被弾したプリマスの支援に当たったが、自らも至近弾により航行機器に損傷を被り、後退している。
2005年ティップ・スルタンとしてイギリスを訪れ、トラファルガー海戦200周年記念観艦式に参加した。
2024年4月に実艦的として撃沈処分されるまで、パキスタン海軍で第25駆逐隊の構成艦として運用された。